# Peugeot Type 147
La Peugeot Type 147  est un modèle d'automobile produit par le constructeur français Peugeot en 1914.